# Gösseringbach
Gösseringbach är ett vattendrag i Österrike.   Det ligger i förbundslandet Kärnten, i den centrala delen av landet, 290 km sydväst om huvudstaden Wien.
I omgivningarna runt Gösseringbach växer i huvudsak blandskog. Runt Gösseringbach är det glesbefolkat, med 17 invånare per kvadratkilometer.